# Maria Riemien
Maria Riemien (ucraïnès: Марія Рємєнь, Makíivka, 2 d'agost de 1987) és una atleta de sprint ucraïnesa que s'especialitza en els 100 metres llisos. Riemien ryeera part (amb Nataliya Pohrebnyak, Olesya Povh i Elizaveta Bryzhina) dels 4x100 femení ucraïnès que va guanyar l'or durant el Campionat d'Europa d'atletisme de 2010 amb 42,29 - el temps més ràpid al món aquest any.

## Carrera
Va acabar setena al Campionat d'Europa sub-23 de 2009. Ella també va competir en els Campionat del Món d'atletisme en pista coberta de 2010 sense arribar a la final.
El 2011, va competir pel Fenerbahçe Athletics (Turquia). En els Jocs Olímpics de 2012, Maria representat les Forces Armades d'Ucraïna i el club esportiu "Ukraina". En els Jocs Olímpics d'Estiu de 2012 a Londres, ella i els seus companys d'equip Olesya Povh, Hrystyna Stuy i Elizaveta Bryzghina van portar la medalla de bronze en el relleu 4 x 100 metres establint un nou rècord nacional.
Va complir una sanció per dopatge de dos anys per l'ús d'una substància prohibida, metandienona. La prohibició va durar des del 10 de gener de 2014 al 2 de març de 2016.